# 唐濱站
唐濱站（日语：／ Tōnohama eki */?）是位於高知縣安藝郡安田町唐濱，土佐黑潮鐵道的後免·奈半利線車站。車站編號為GN24。

## 車站構造
車站建於路堤上，同時又因座落於山坡上，南、北兩邊地勢不平均，因此出入口及站前廣場均設於較高位置的北端。本站採用簡易車站模式，不設有站房。但同時又採用如鄰近車站一樣，於車站入口外的公共地方，另行加建一座兼備洗手間、休息室、單車停泊場及設有投幣式電話亭等的單層木建築物。因此亦可視為非正式的站房。其中，休息室設於建築物的中央，設有兩扇趟門，三邊牆均設有連貫式的木長櫈，面對大門一方的牆設有玻璃窗，而屋頂比其餘部份為高，亦加入了玻璃窗來增強採光；洗手間位於左側，設有男、女及傷殘人士專用的洗手間，右側為單車停泊場，電話亭位於單車停泊場前方。
車站設有兩個出入口，均設於建築物旁，近安藝一方採用樓梯上落；另一個為無障礙斜道，可到達月台中央部份。
過往因應乎大量往神峯寺的朝聖客，本站摓有一個非常闊大的站前廣場。在行人等候區上設置了本站吉祥物的塑像，也豎立了一座由中藝扶輪社 （隸屬國際扶輪第2670地區）於2004年5月為紀念成立40周年的指針式時鐘。

### 月台配置

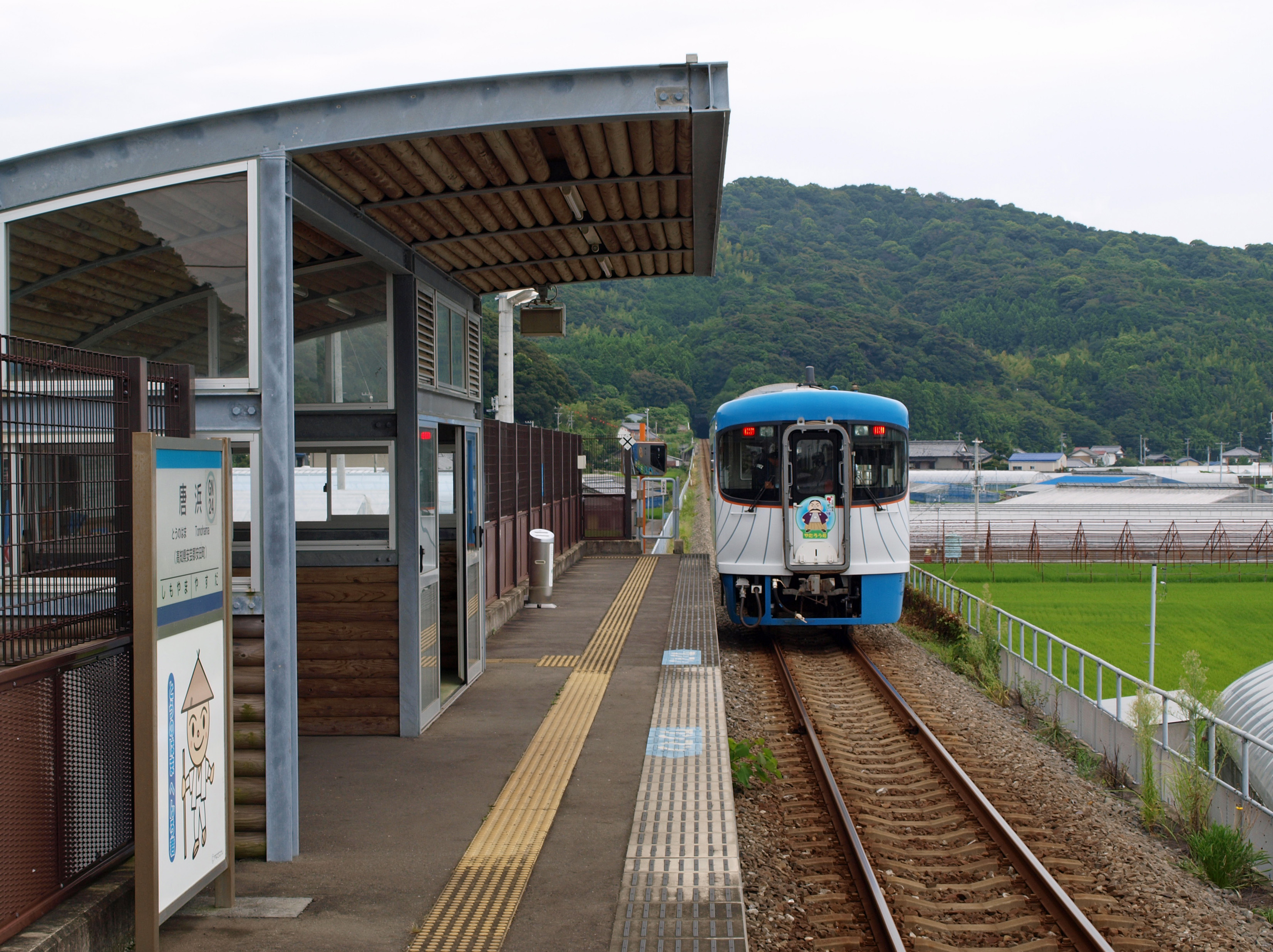
月台

設有1面1線的單式月台。長度約為40米，有效長度為2輛。以工字鐵及水泥板直接於路基上興建。月台上採用統一的設計模式，中央設有一座兼備有趟門的候車室、以及開放式的有蓋候車亭。兩者均備有椅背的長木櫈。月台其餘部份則為露天設計。
列車靠站時，往奈半利方向為左側上落；往後免方向為右側上落。
| 路線           | 上下行 | 方向                                  |
| -------------- | ------ | ------------------------------------- |
| ■後免·奈半利線 | 上行   | 奈半利方向                            |
| ■後免·奈半利線 | 下行   | 安藝、後免、經■JR土讚線直通至高知方向 |

### 吉祥物
名為「唐濱 遍路君」（とうのはま へんろ君）的男性。他戴上圓錐形、以菅織成的遍路笠（或稱菅笠）、穿上白色道衣、手持金剛杖，代表了前往四國八十八箇所中的第27號札所神峯寺的朝聖者。

## 歷史
- 2002年7月1日：車站啟用[2][3]。

## 使用狀況
本站四周皆為農地，同時也遠離民居和國道55號，過往一宜只依靠前往神峯寺朝聖的信徒來維持，不過隨着爆發2019冠状病毒病疫情，以及不便的公共交通令更多人改以私家車或團體租借旅遊巴前往寺廟，都是直接令本站的使用人數大幅下滑的原因。
由於安田町並沒有自己的統計資訊，以下為根據國土交通省「國土數值情報」，1日平均上下車人次：
| 乘降人員推算 | 乘降人員推算     |
| 年度         | 1日平均 乘降人次 |
| ------------ | ---------------- |
| 2011         | 49               |
| 2012         | 42               |
| 2013         | 42               |
| 2014         | 52               |
| 2015         | 43               |
| 2016         | 39               |
| 2017         | 31               |
| 2018         | 29               |
| 2019         | 30               |
| 2020         | 19               |
| 2021         | 17               |
| 2022         | 17               |

## 相鄰車站
土佐黑潮鐵道
■後免·奈半利線
■快速A、■快速B、■普通
下山（GN25）－唐濱（GN24）－安田（GN23）

## 外部連結
- 土佐黑潮鐵道唐濱站
- GotoGotoWeb唐濱站介紹